# 120度幻日
120度幻日（ひゃくにじゅうどげんじつ, 120°parhelion)とは、太陽と同じ高さの、太陽から方位角で120度離れた所に出現する白い発光。大気光学現象の1つ。120度の幻日。

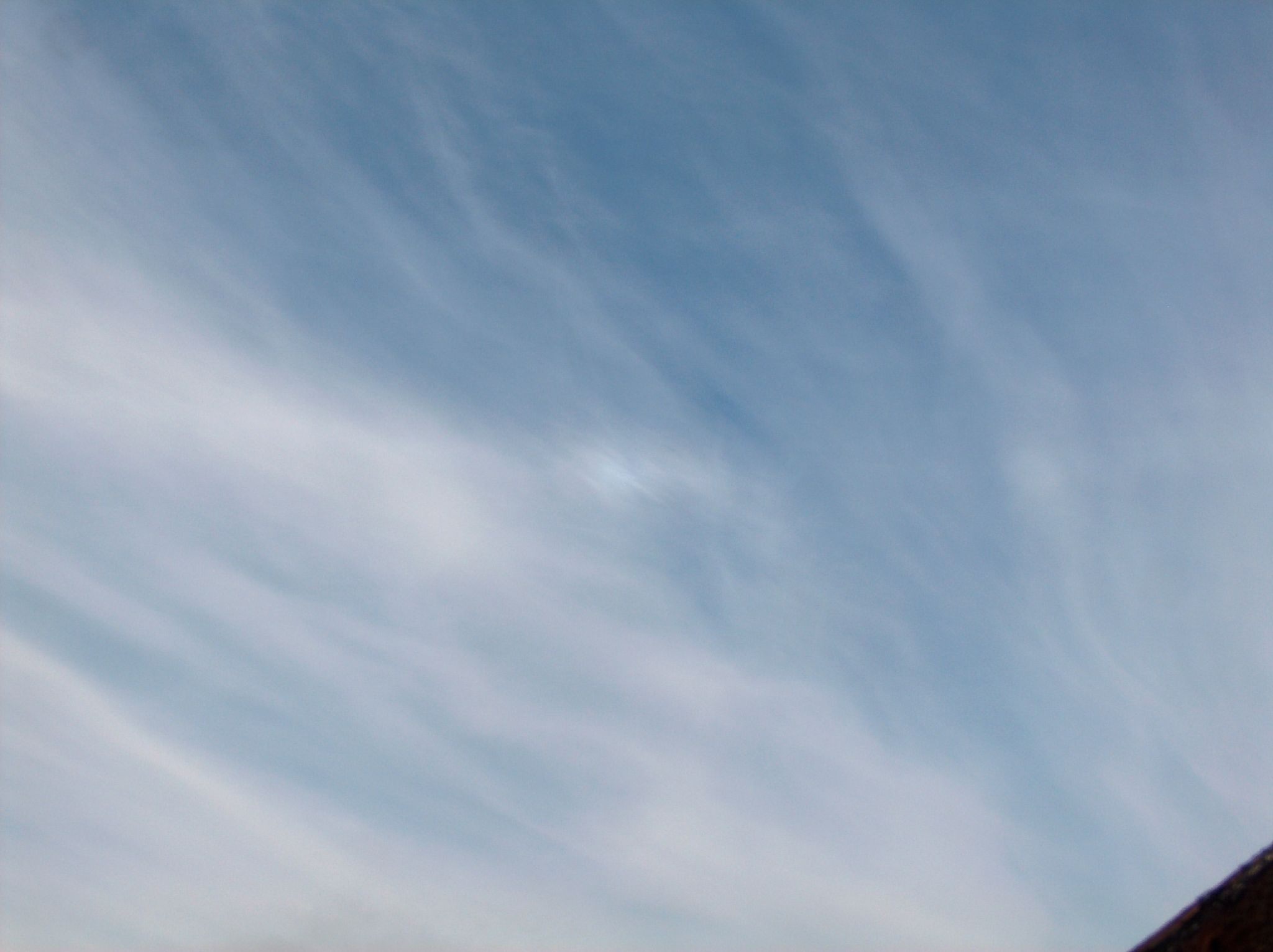
120度幻日

幻日環が見えている場合、幻日環に重なって見える。ただ、幻日環が見えても120度幻日は見えない場合がある。120度幻日は左右2つのペアで出現し、その間の方位角は60度である。
六角板状の氷晶を太陽光が通って見える。六角形の上面から屈折しながら入射し、四角形の側面で反射した後、隣の四角形の側面で再び反射し、六角形の下面から屈折しながら出射して見えると考えられている（他の経路を通る太陽光もある）。もともと入射した方向から約150度も離れた方向から出射する。屈折2回、反射2回を経る。